# Strålögonsläktet
Strålögonsläktet (Telekia) är ett växtsläkte med i familjen korgblommiga växter med två arter från Europa och sydvästra Asien. De odlas ibland som trädgårdsväxter i Sverige.

## Kladogram
Kladogram enligt Catalogue of Life
| Strålögon | \| \| Telekia speciosa – Strålöga \| \| \| \| \| \| Telekia speciosissima \| \| \| \| |
|           | \| \| Telekia speciosa – Strålöga \| \| \| \| \| \| Telekia speciosissima \| \| \| \| |
|           | Telekia speciosa – Strålöga                                                           |
|           |                                                                                       |
|           | Telekia speciosissima                                                                 |
|           |                                                                                       |

## Bildgalleri

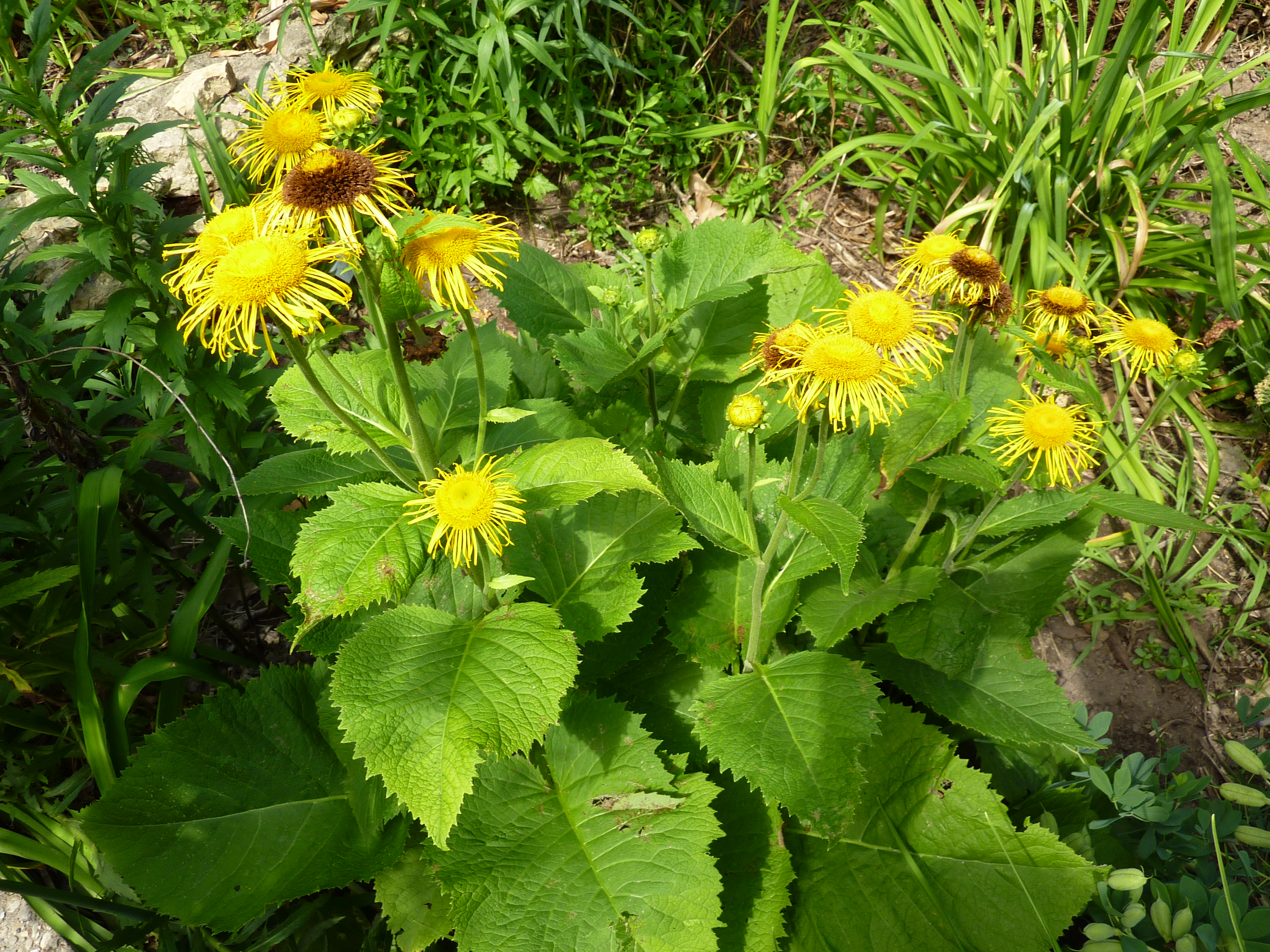
Telekia speciosa – Strålöga
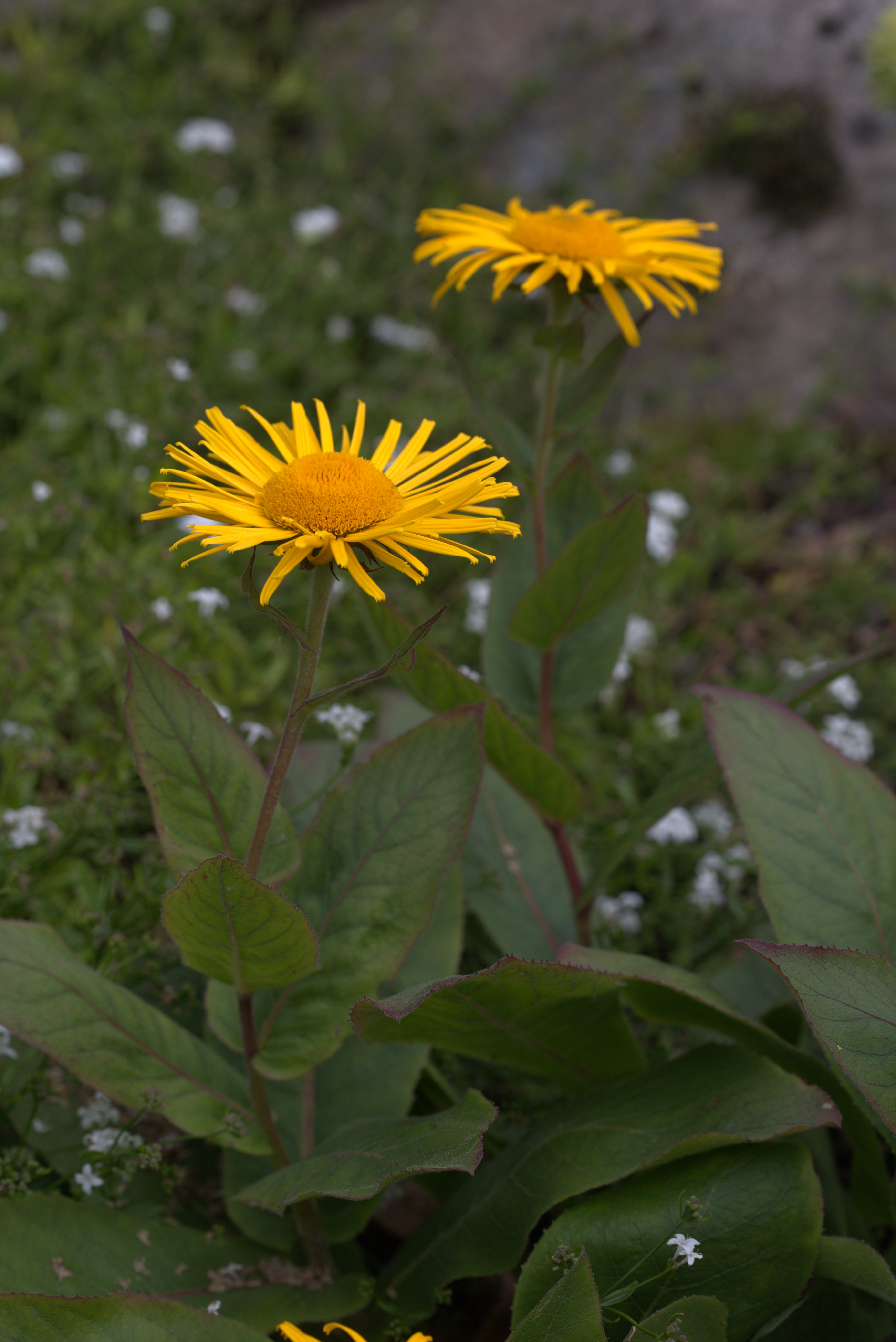
Telekia speciosissima